# Xã Philadelphia, Quận Cass, Illinois
Xã Philadelphia (tiếng Anh: Philadelphia Township) là một xã thuộc quận Cass, tiểu bang Illinois, Hoa Kỳ. Năm 2010, dân số của xã này là 221 người.